# Manuel Riemann
Manuel Riemann-Lorenzen (Mühldorf, Distrito de Mühldorf, 9 de septiembre de 1988) es un futbolista alemán. Juega de portero y su equipo es el SC Paderborn 07 de la 2. Bundesliga de Alemania.

## Trayectoria
Riemann jugó en su juventud para el TSV Ampfing y el TSV 1860 Rosenheim, y se unió a Wacker Burghausen en 2003. Debutó en la 2. Bundesliga en el último partido de la temporada 2006-07 contra el SC Paderborn 07, donde falló un penalti en el minuto 80 en una victoria por 5-1. Después del descenso del club en el verano de 2007, Riemann se convirtió en el portero titular en la Regionalliga Süd. En agosto de 2007, durante un partido de la Copa de Alemania contra el Bayern de Múnich, detuvo dos penaltis en la tanda de penaltis y marcó uno contra Oliver Kahn, no obstante su equipo terminó perdiendo el partido 4-5.
Después de tres años, se unió al VfL Osnabrück, también en la 2. Bundesliga, para la temporada 2010-11, donde inicialmente fue suplente detrás de Tino Berbig. Cuando el club descendió a la 3. Liga al final de la temporada, Berbig dejó el club y Riemann se convirtió en el nuevo portero titular. Su primer partido fue el 23 de julio de 2011 contra el SV Darmstadt 98 (1-0). En mayo de 2013, Osnabrück perdió en la promoción contra el Dinamo Dresde, lo que los mantuvo en la Tercera División.
A principios de julio de 2013, Riemann se unió al SV Sandhausen para jugar en la 2. Bundesliga como parte de un contrato de dos años.
En el verano de 2015, se unió al VfL Bochum. Obtuvo el campeonato de la 2. Bundesliga en la temporada 2020-21, y por ende el ascenso a la Bundesliga.

## Clubes
| Club                 | País     | Año           |
| -------------------- | -------- | ------------- |
| Wacker Burghausen II | Alemania | 2006-2007     |
| Wacker Burghausen    | Alemania | 2007-2010     |
| VfL Osnabrück        | Alemania | 2010-2013     |
| SV Sandhausen        | Alemania | 2013-2015     |
| VfL Bochum           | Alemania | 2015-2025     |
| SC Paderborn 07      | Alemania | 2025-presente |

## Palmarés

### Campeonatos nacionales
| Torneo        | Club       | País     | Año     |
| ------------- | ---------- | -------- | ------- |
| 2. Bundesliga | VfL Bochum | Alemania | 2020-21 |